# Royaume de Grenade
Ne doit pas être confondu avec Royaume de Grenade (couronne de Castille).
1238–1492
Entités précédentes :
- Taifas (3e période)

Entités suivantes :
- Royaume castillan de Grenade

Le royaume de Grenade ou sultanat de Grenade est un État musulman d'Espagne, le dernier tenu par les musulmans dans la péninsule Ibérique, jusqu'à la prise de Grenade par les armées d'Isabelle de Castille et de Ferdinand d'Aragon en janvier 1492, ultime étape de la Reconquista commencée au IXe siècle.
Ce royaume est issu d'une entité politique fondée comme taïfa en 1073 par une dynastie berbère issue des Zirides. Après la réunification d'al-Andalus par les Almoravides, puis par les Almohades, son territoire devient en 1238 l'émirat de Grenade, sous la dynastie arabe des Nasrides, qui lui donnent le titre de sultanat bien qu'il soit vassal du royaume de Castille. Le sultanat connaît ensuite deux siècles et demi de paix relative, durant lesquels il s'illustre notamment par la splendeur des palais de Grenade, dont le plus connu est l'Alhambra.
Après la prise de Grenade, au terme d'une guerre de dix années, le territoire du sultanat devient le royaume de Grenade, dans le cadre du royaume de Castille, puis du royaume d'Espagne. C'est désormais un titre de prestige des Habsbourg puis des Bourbons d'Espagne.
Il disparait lors de la réforme territoriale de 1833 qui l'intègre à la région d'Andalousie sous le nom fonctionnel de province de Grenade.

## Histoire

### La taifa 1012-1090
Après l'effondrement du califat de Cordoue, les Zirides établissent une taïfa sur la zone urbaine et sa province alentour.
Règnes :
- Zawi ibn Ziri (1012-1019) ;
- Habus ben Maksan (1019-1038) ;
- Badis ben Habus (1038-1073) ;
- Abdallah ben Bologhin (1073-1090).

La taïfa de Málaga fut annexée en 1056 par les Zirides de Grenade.

### Domination almoravide 1094 - 1238
Grenade cesse d'être gérée par des princes locaux durant cette période. Tout al-Andalus est entre les mains des Almoravides en 1094, puis après l'intervention des Almohades, sous cette dynastie. Grenade dépend alors de la capitale, Marrakech.

### Émirat de Grenade 1238-1492
Les Nasrides prennent Grenade, et y établissent un émirat en se soumettant temporairement aux Castillans par le biais d'un serment de vassalité, prêté à Ferdinand III en 1246, à la suite de la capitulation de Jaén.
Cette vassalité sera aliénante pour leur camp ; elle leur permettra néanmoins dans les années sans guerre de bâtir les palais de l'Alhambra.
Compte tenu des succès des Castillans, qui vont devoir faire une pause pour intégrer les terres conquises au milieu du XIIIe siècle, ce royaume, dirigé par les Nasrides à compter de 1238, devient le dernier bastion subsistant d'Al-Andalus sur la péninsule Ibérique, jusqu'à sa cession en 1492.
Le territoire correspondant devient l'Andalousie, augmenté des zones de Séville, Cordoue et Gibraltar, dans l'Espagne d'aujourd'hui.

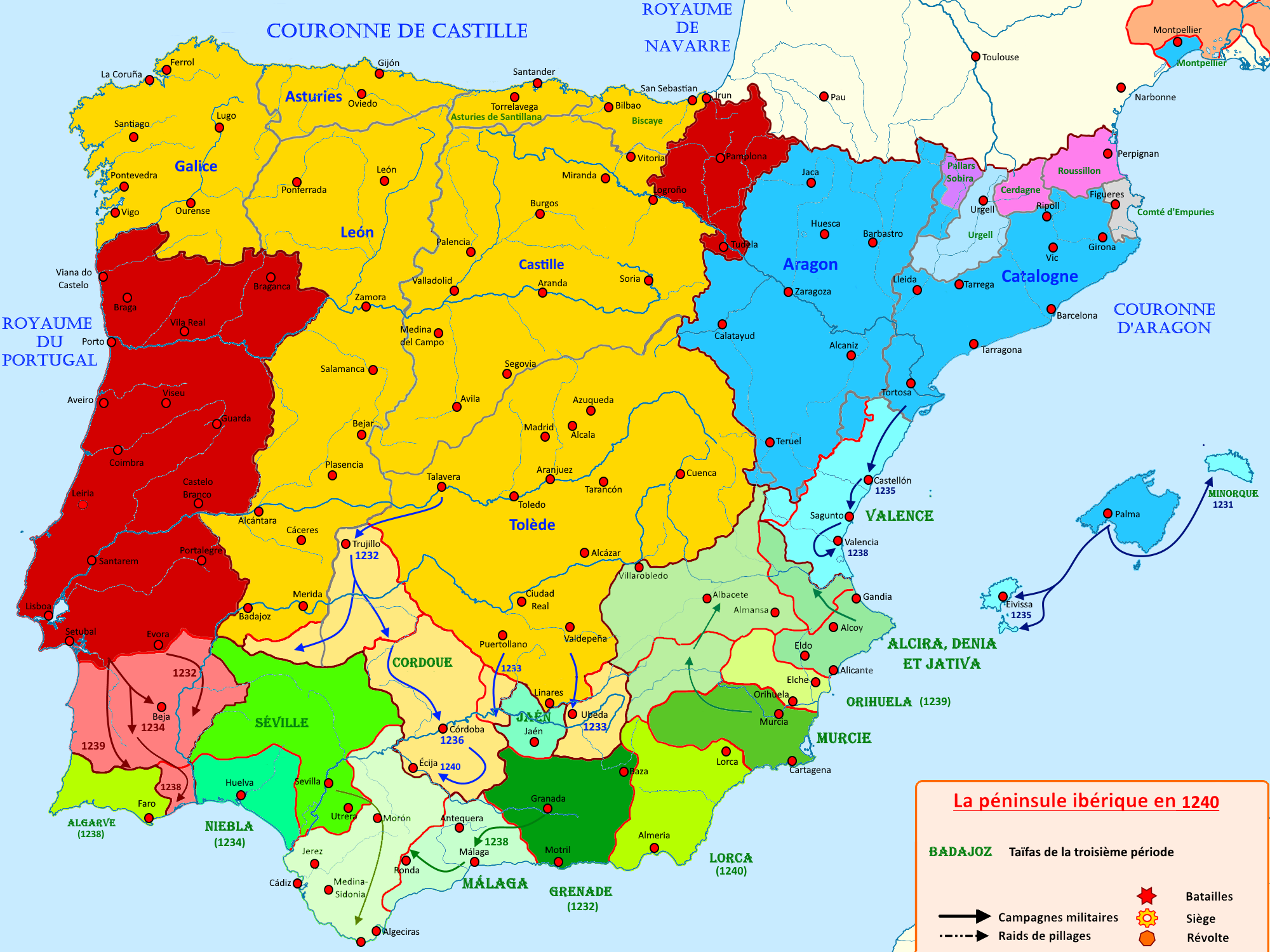
La création de la Taïfa de Grenade en 1238
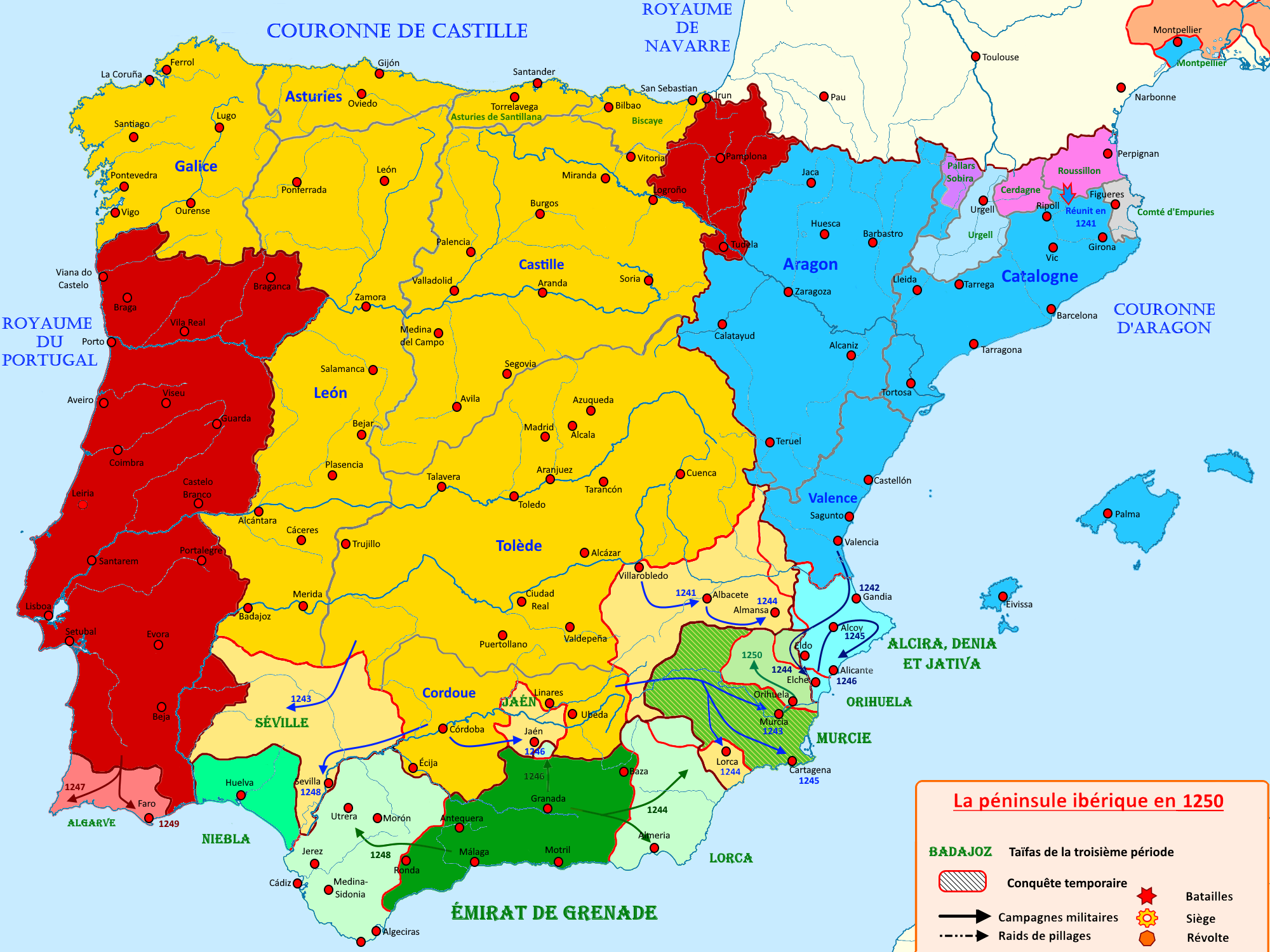
L'expansion de l'émirat de Grenade en 1250
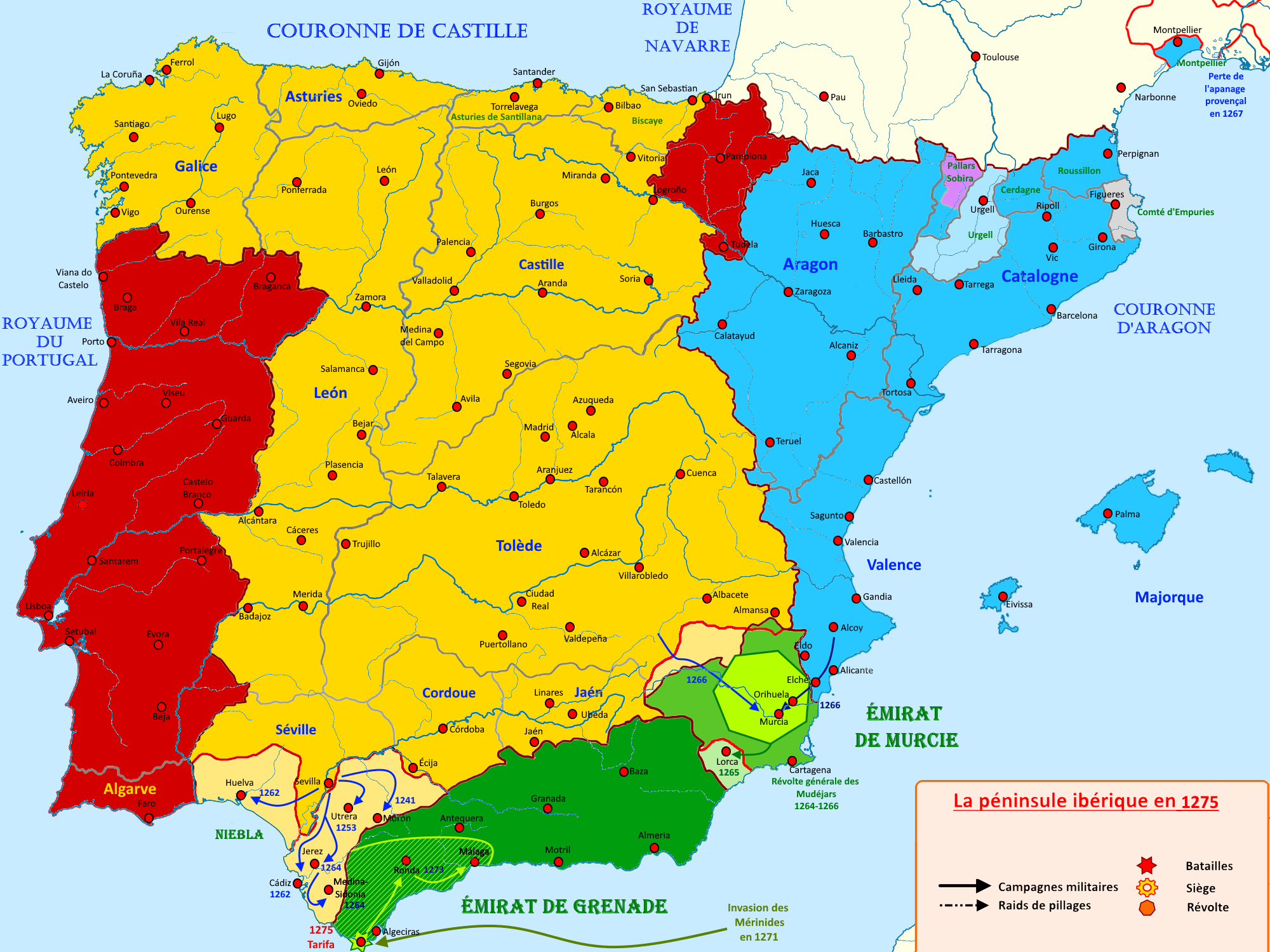
Grenade face aux Mérinides, 1275
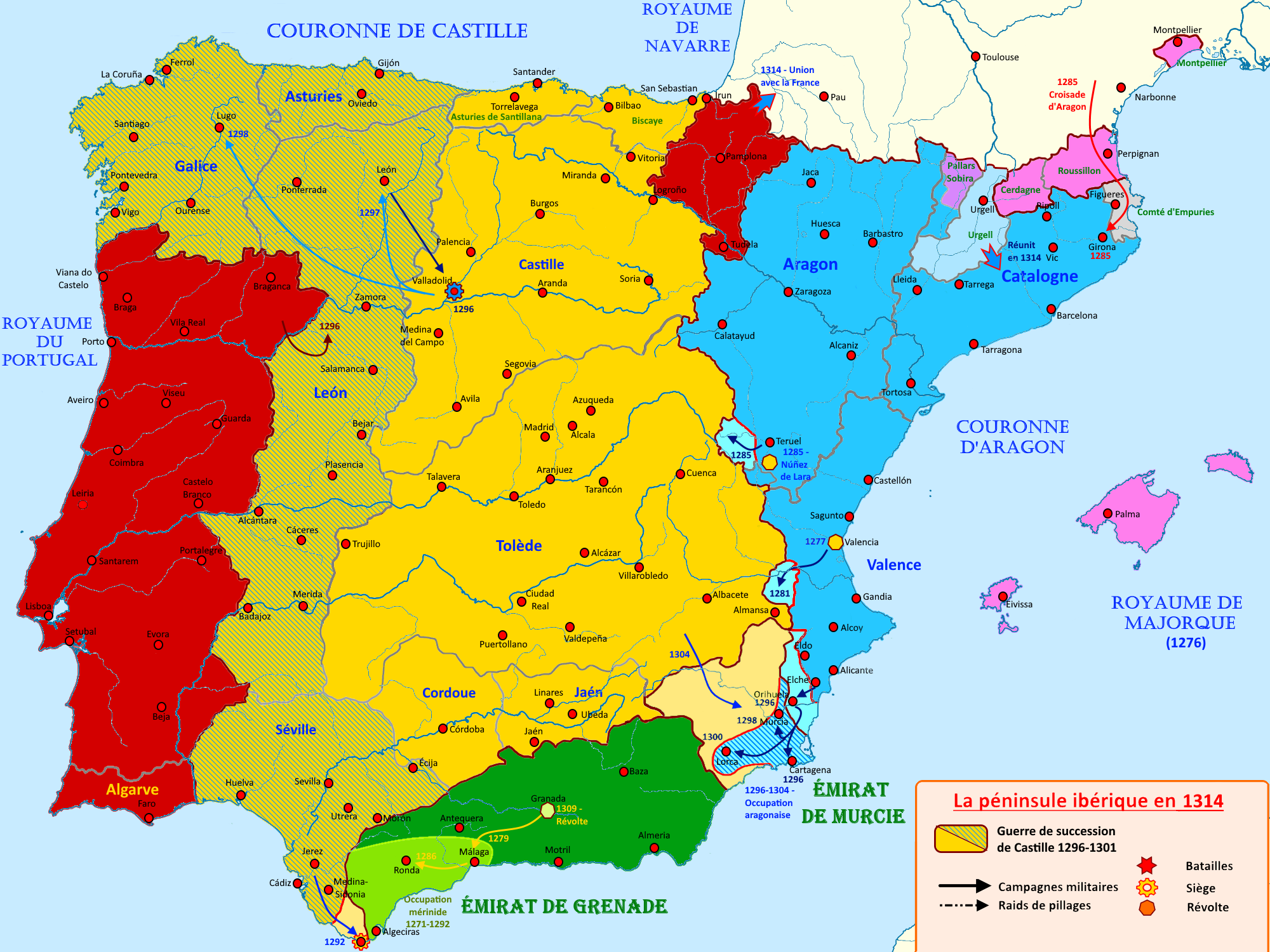
L'émirat de Grenade de 1275 à 1314
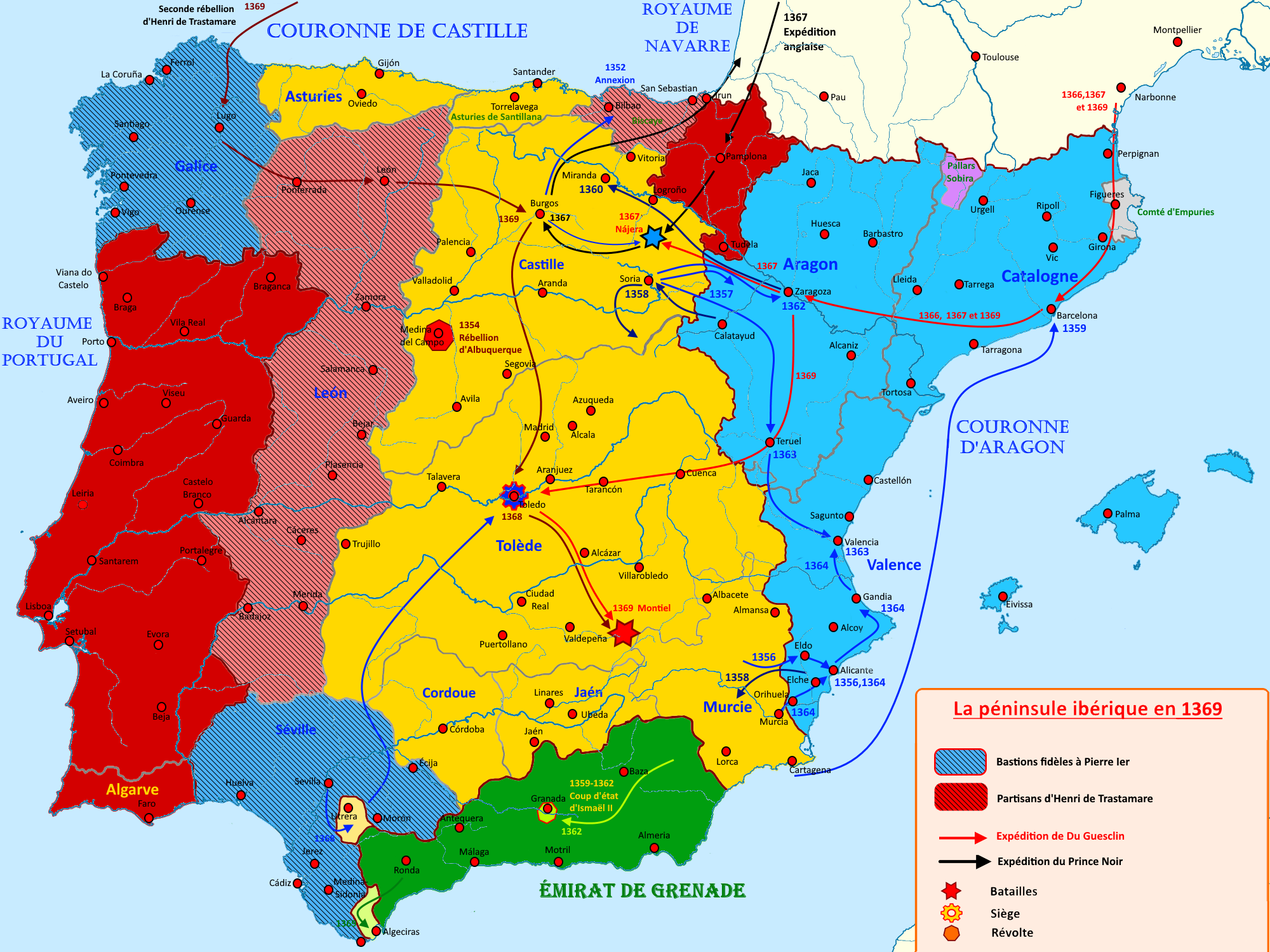
L'émirat de 1350 à 1369
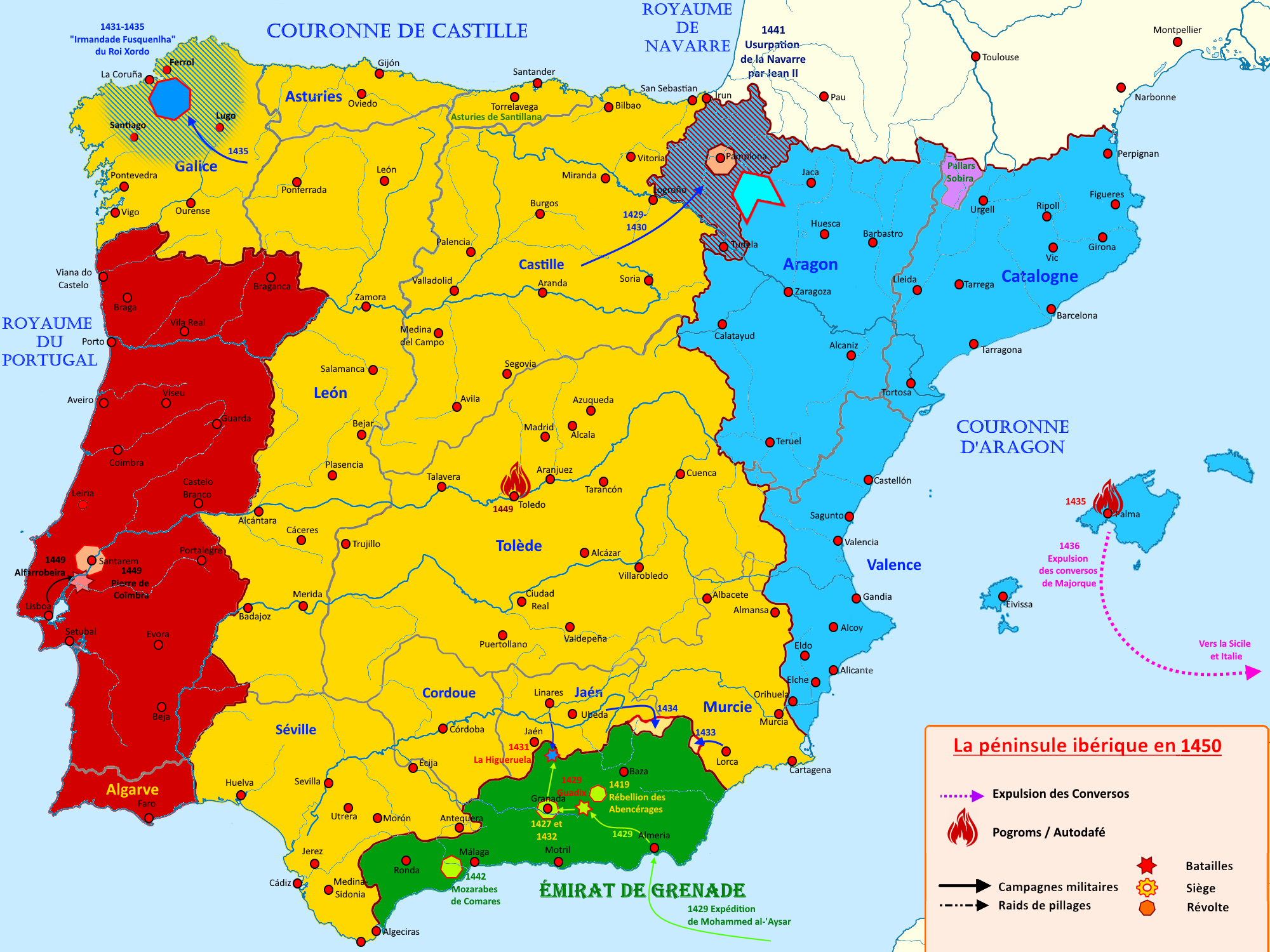
Les troubles de 1440-1450
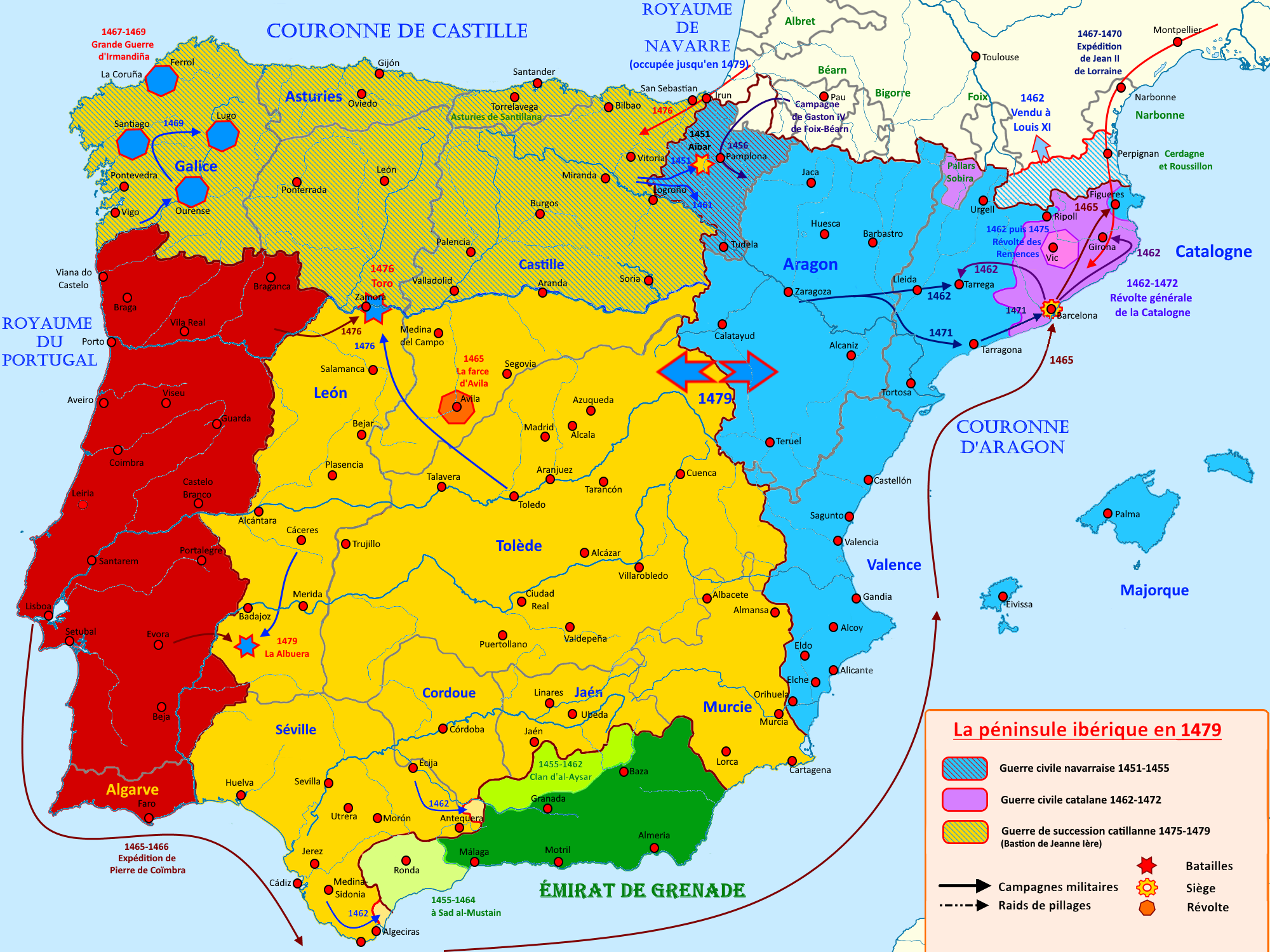
La guerre civile de 1450 à 1465
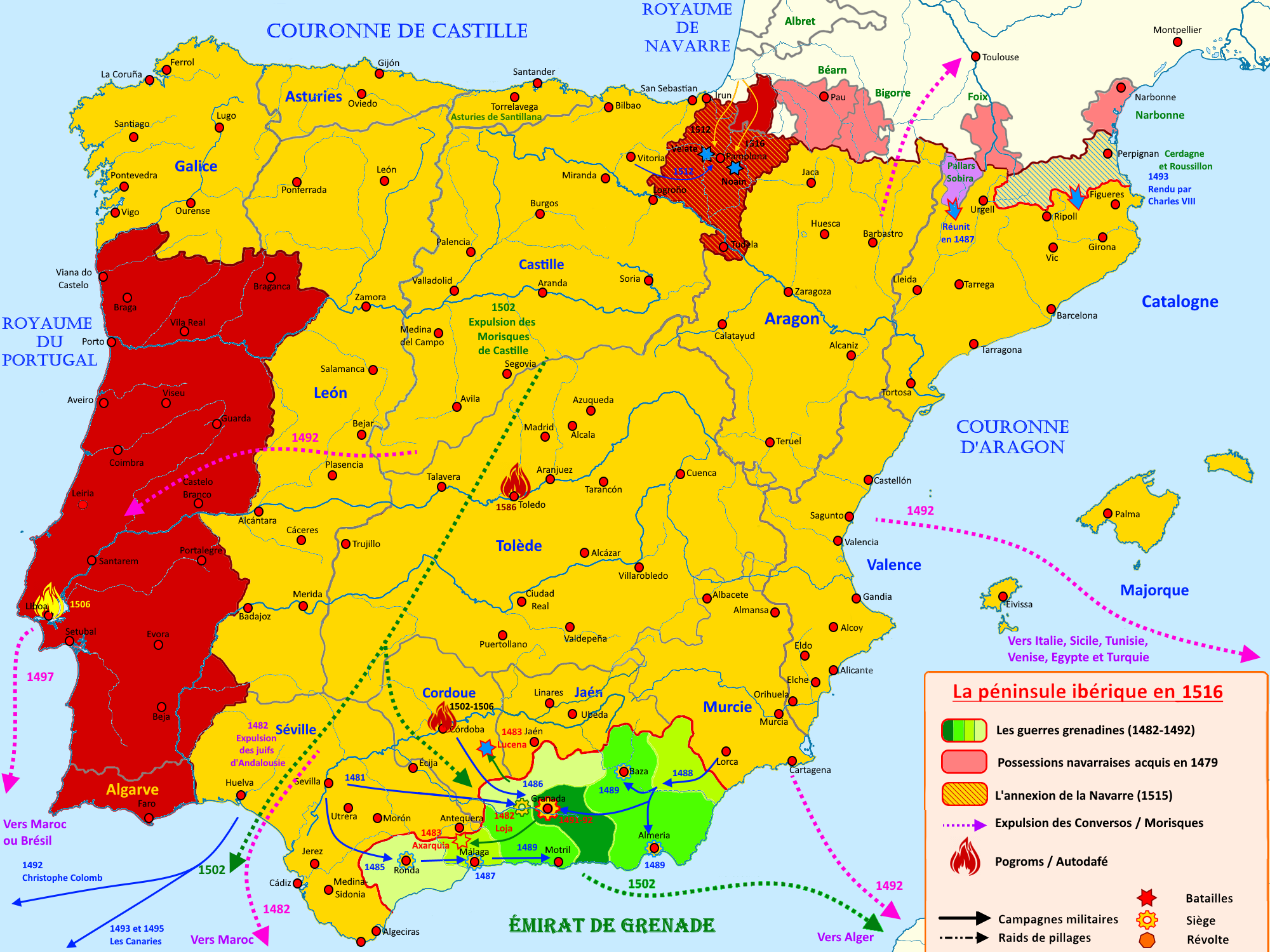
La fin de la Reconquista en 1492

### Royaume de Grenade (couronne de Castille)
Après la Reconquista, le royaume de Grenade devient une simple division administrative du royaume de Castille. Il apparaît sur les armoiries composées des royaumes d'Espagne, enfin aujourd'hui sur le blason national et sur le drapeau de l'Espagne.

La Monarchie catholique espagnole fonde à la même époque un royaume de ce nom dans les territoires découverts en Amérique du Sud.

## Héraldique
|  | Les membres de la dynastie Nasrides avaient comme emblème un blason avec une bande sur laquelle était inscrite la devise du royaume : ولا غالب إلا الله, i.e. : « Et il n'y a pas de vainqueur, sinon Dieu » |

|  | A la conquête de 1492, des armoiries parlantes sont attribuées au royaume de Grenade, qui se blasonnent ainsi : d'argent à une pomme grenade de sinople ouverte de gueules - Une fois rattaché à la couronne de Castille, le royaume de Grenade persiste en tant que composante des Espagnes sur le blason des souverains, tel celui de Philippe II d'Espagne. - Après 1492, le royaume perd toute existence politique indépendante, il est intégré à la couronne de Castille, puis à l'Espagne unifiée des Habsbourg. |